# Федосеев, Александр Михайлович
Александр Михайлович Федосеев (род. 10 декабря 1952, Москва) — российский химик, автор исследований трансурановых элементов. Доктор химических наук, профессор (1996, 2005).

## Биография
Александр Михайлович Федосеев родился 10 декабря 1952 года в г. Москва. Альма-матер — Московский Государственный Университет им. М. В. Ломоносова (1970—1975).
В 1975 году поступил в аспирантуру ИФХ АН СССР, по окончании продолжил работу.
В 1995 командирован для работы в ядерный центр долины Роны (CEA VALRHO)  , По возвращении возглавил Лабораторию трансурановых элементов (предшественник — д.х.н. Н.Н. Крот).
Автор синтеза более 200 новых соединений актинидов и более 300 научных работ (в соавторстве с профессорами А. Д. Гельман, Н. Н. Кротом, М. С. Григорьевым, В.Ф Перетрухиным и др.)

## Научные работы
Научные работы А. М. Федосеева в основном посвящены исследованию химии и синтезу новых соединений урана, нептуния, плутония, америция и кюрия.
Значительное внимание уделяет развитию радиохимических технологий
Развивает интенсивное международное научное сотрудничество с Комиссариатом по Атомной Энергии (Франция), Департаментом Энергетики (США). Многие работы А. М. Федосеева посвящены исследованию окислительно-восстановительных реакций и состояний актинидов и технеция.
Профессор Научно-образовательного центра ИФХЭ РАН, создал курс «Основы радиохимии» для аспирантов 1-2 года по специальности 02.00.14 «Радиохимия»
Член диссертационного совета МГУ им. М. В. Ломоносова в 2013—2017 гг, председатель ГАК МГУ по специальности «Радиохимия» (2021 — 2023).

## Списки работ
Список недавних научных статей А. М. Федосеева приведен в ORCID, WebOfSciences (Publons) и RG
Подробный список — на .